# Muršili I.
Muršili I. war von 1604 v. Chr. bis 1594 v. Chr. hethitischer Großkönig.

## Leben
Muršili wurde durch seinen Großvater Ḫattušili I. als Großkönig eingesetzt, nachdem dieser einige Familienmitglieder von der Thronfolge ausgeschlossen hatte. In einem Text, der zur Zeit des Sterbens Ḫattušilis verfasst wurde, nennt dieser die Gründe für die Einsetzung Muršilis und gibt ihm Ratschläge für Herrschaft und Lebenswandel.
Muršili eroberte das Gebiet zwischen dem Taurus und dem Oberlauf des Tigris, was in etwa dem späteren Kilikien entspricht. Kizzuwatna war für Muršili I. die ideale Ausgangsbasis, um das Reich Jamchad mit der Hauptstadt Halpa (Aleppo) anzugreifen und zu bezwingen, wobei es auch zu Kämpfen gegen die Hurriter kam. Damit kam Nordsyrien unter hethitische Herrschaft.
Seine größte Tat war der Angriff auf Babylon. Den Hethitern gelang es, Babylon im Jahre 1595 v. Chr. (mittlere Chronologie) zu plündern. Mit seinem Angriff beendete Muršili I. die 1. Dynastie von Babylon. Die Beute enthielt auch die Statue des Gottes Marduk, geraubt aus dem Tempel Esagila. Die Chronik des Telipinu berichtet: „Er zog nach Halab und zerstörte es; brachte Gefangene von Halab und dessen Gut nach Ḫattuša, dann zog er aber nach Babylon und zerstörte es, schlug(?) auch die Hurriter und behielt die Gefangenen von Babylon und dessen Gut in Ḫattuša“. Aus diesen spärlichen Angaben wird manchmal rekonstruiert, die Hethiter seien auf dem Rückmarsch andauernden Attacken der Hurriter ausgesetzt und hätten die Statue des Marduk vielleicht in der Gegend von Ḫana (mittlerer Euphrat) zurückgelassen. Nach einer anderen These brachten sie die Statue nach Hatti. Die Ereignisse werden durch die Babylonische Chronik gestützt, die berichtet, dass Babylon unter dem Herrscher Šamšu-ditana geplündert wurde.
Nachdem Muršili nach Ḫattuša zurückgekehrt war, besetzen die Kassiten Babylon und begannen ihre 500-jährige Herrschaft. Es wird spekuliert, dass sie mit Muršili verbündet waren und dass sein Feldzug nur deshalb glückte. Es wird aber auch eine kurze Regierung der Meerlanddynastie erwogen, die der Kassitenherrschaft voranging.
Muršili I. wurde gegen 1594 v. Chr. von seinem Schwager Ḫantili I. ermordet.